# Стоун, Милбёрн
Ми́лбёрн Сто́ун (англ. Milburn Stone; 5 июля 1904, Burrton, Канзас — 12 июня 1980, Ла-Холья, Калифорния) — американский актёр кино и телевидения, ставший известный благодаря роли Дока (доктора Гэлена Адамса) в сериале «Дымок из ствола», лауреат премии «Эмми».

## Биография
Милбёрн Стоун родился в Бёрртоне (штат Канзас) в семье лавочника. Его дядей был бродвейский комик Фред Стоун (1873—1959), двоюродной сестрой — актриса кино и телевидения Мэдж Блейк (1899—1969). Свою карьеру в кино в середине 1930-х киносериалом о приключениях лётчика «Штопора» Томми. Сыграл либерально настроенного надзирателя в ленте Monogram Pictures «Тюремный бунт» (1943). В том же году он подписал контракт с Universal Studios. Тогда же появился в роли капитана Викери в детективе «Шерлок Холмс перед лицом смерти». Спустя два года Стоун сыграл радиокомментатора в мюзикле «Я буду помнить Эйприл». После этой работы ему дали главную роль в сериале The Master Key.
Когда из хита CBS Radio, многосерийного радиовестерна «Дымок из ствола», решили сделать телеверсию с настоящими актёрами, продюсеры уволили прежнего исполнителя роли Дока Ховарда Макнира и поставили на его место Милбёрна Стоуна. Он играл в сериале вплоть до его закрытия в 1975 году. В «Дымке из ствола» его героя зачастую показывали в дружеских отношениях с сыгранными Деннисом Уивером и Кен Кёртисом заместителями шерифа Честером Гудом и Фестусом Хэггеном. Среди других исполнителей главных ролей значились Аманда Блейк, Джеймс Арнесс, Гленн Стрэндж, Бак Тейлор и Бёрт Рейнольдс. Коллеги по съёмочной площадке звали его «Милли», что ему жутко не нравилось. За работу над этим сериалом в 1968 Стоун получил премию «Эмми», а в 1972 — номинацию на «Золотой глобус».
В 1971 году в госпитале Алабамского университета Стоуну провели коронарное шунтирование. Во время операции у него произошло две клинических смерти.
Художник из Канзаса, родного штата Стоуна, Гэри Хоук нарисовал Дока Адамса. Когда друживший с актёром президент США Рональд Рейган узнал о картине, то пригласил Хоука показать этот портрет в овальном кабинете Белого дома. Милбёрн Стоун дожил до избрания Рейгана кандидатом от республиканцев, но умер до президентских выборов.
За большой вклад в развитие телевидения Милбёрн Стоун был удостоен звезды на Голливудской аллее славы. Адрес звезды — 6823 Голливуд бульвар. В 1981 году его посмертно ввели в Зал Славы в «Национальном музее ковбоев и вестернов» (англ. National Cowboy & Western Heritage Museum) в Оклахома-Сити, штат Оклахома, США. Cecil College назвал его именем свой театр.

## Личная жизнь
Стоун был женат трижды: в 1925 году женился на Эллен Моррисон. Спустя двенадцать лет она умерла. У них осталась дочь — Ширли Стоун Глисон. В 1939 женился на Джейн Гаррисон. На следующий год они развелись, но в 1941 сошлись вновь и прожили вместе вплоть до его смерти. Джейн Гаррисон скончалась в 2002 году.

## Избранная фильмография
- 1939 — Тупик / Blind Alley — Ник
- 1943 — Шерлок Холмс перед лицом смерти / Sherlock Holmes Faces Death — капитан Пэт Виккери
- 1944 — Великая американская тайна / The Great Alaskan Mystery — Джим Хадсон
- 1944 — Леди-призрак / Phantom Lady — окружной прокурор
- 1944 — Женщина из джунглей / Jungle Woman — Фред Мейсон
- 1945 — Странная исповедь / Strange Confession — Стивенс
- 1946 — Как по маслу / Smooth as Silk — Джон Кимбл
- 1947 — Солдаты возвращаются домой / Buck Privates Come Home — диктор на мотогонках
- 1949 — Небесный дракон / The Sky Dragon — капитан Тим Нортон
- 1950 — Не её мужчина / No Man of Her Own — человек в гражданском костюме
- 1950 — Клеймённый / Branded — Доусон
- 1951 — Препятствие / Roadblock — Рэй Иган
- 1953 — Происшествие на Саут-стрит / Pickup on South Street — детектив Виноки
- 1953 — Яркий свет солнца / The Sun Shines Bright — Хорас К. Мэйдью
- 1953 — Захватчики с Марса / Invaders from Mars — майор Рот
- 1953 — Второй шанс / Second Chance — Эдвард Доусон
- 1954 — Чёрный вторник / Black Tuesday — отец Слокам
- 1955 — Длинная серая линия / The Long Gray Line — капитан Джон Першинг
- 1955 — Частные войны майора Бенсона / The Private War of Major Benson — генерал-майор Уилтон Джей Рэмзи